# Kevin Lyttle (album)
Kevin Lyttle è l'album di debutto del cantante sanvicentino Kevin Lyttle, pubblicato il 27 luglio 2004 sotto l'etichetta Atlantic Records.

## Tracce
1. Turn Me On – 3:14
2. Last Drop (feat. Spragga Benz) – 3:20
3. Never Wanna Make U Cry – 3:36
4. If You Want Me (Call Me) – 3:46
5. I Got It – 3:30
6. Sign Your Name – 4:24
7. Screaming Out My Name (feat. Assassin) – 3:14
8. My Lady – 3:32
9. Ya Kiss – 3:32
10. So High – 3:25
11. Dance Like Making Love – 3:12
12. My Love – 3:45
13. Mama Mia (feat. Spragga Benz) – 4:23
14. Turn Me On (feat. Spragga Benz) (Remix) – 3:22

## Classifiche
| Classifiche (2004) | Posizione massima |
| ------------------ | ----------------- |
| Austria            | 68                |
| Francia            | 105               |
| Germania           | 42                |
| Italia             | 48                |
| Norvegia           | 33                |
| Paesi Bassi        | 39                |
| Portogallo         | 24                |
| Regno Unito        | 86                |
| Stati Uniti        | 8                 |
| Svizzera           | 10                |